# 印度航空182號班機空難

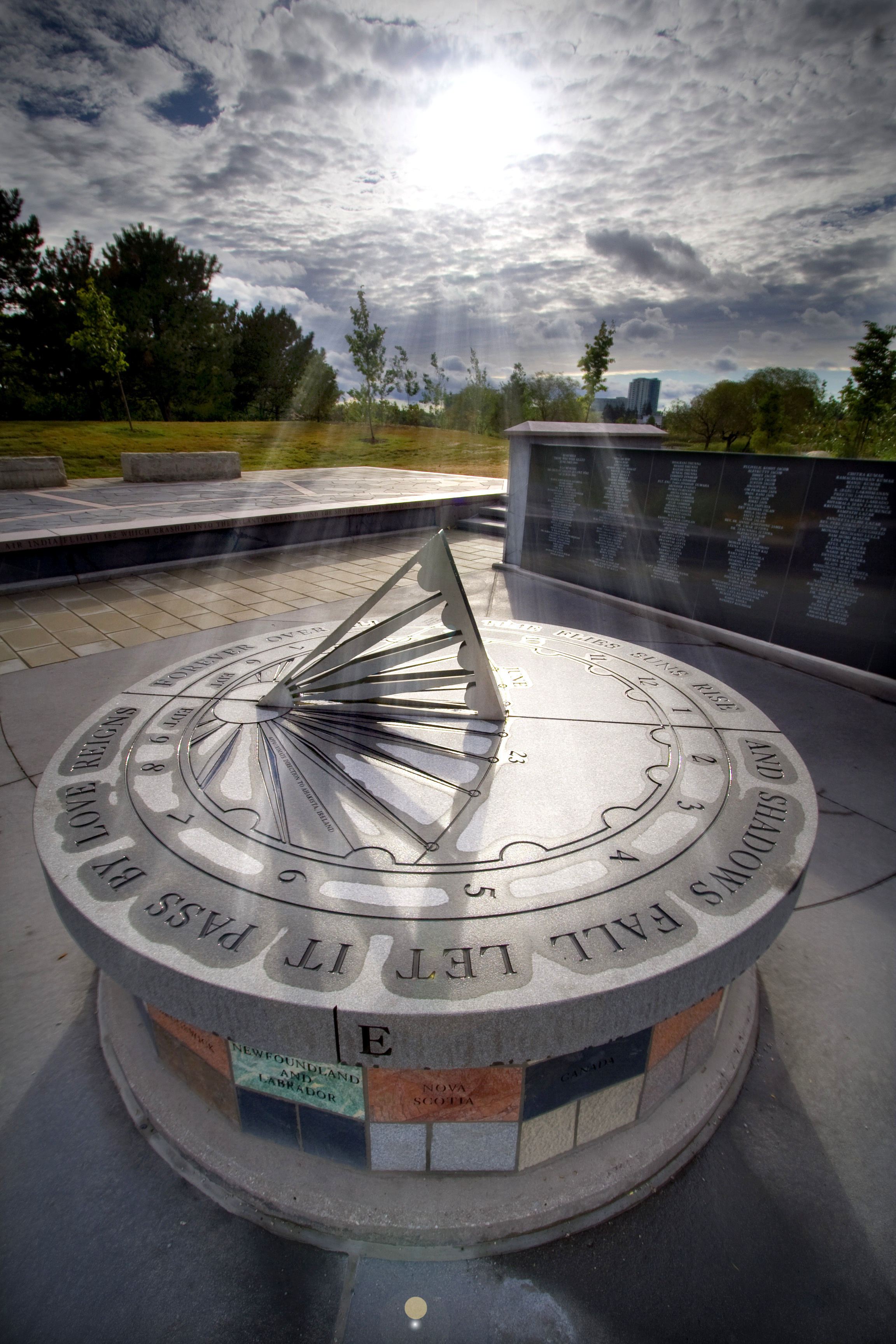
坐落于多伦多的印度航空182号班机纪念碑

印度航空182號班機是印度航空的定期航班，執行多倫多—蒙特利爾—倫敦—新德里—孟買航線（其中多倫多至蒙特利爾段為181號班機實際執飛）。1985年6月23日，一架波音747-237B客機執行此航班加拿大前往英國的航段，突然於愛爾蘭领空爆炸，坠入该国西南部的大西洋。
機上共329名乘客及機組人員全數罹難，其中130多人是不到18岁的儿童，大约有270人为加拿大公民。
加拿大执法部门後來认定，事件系錫克教分離運動組織发动的恐怖襲擊。
印度航空182號班機空難為九一一事件之外航空史上第5大空難，單一飛機中則為第3大空難（當時為第2大空難，2個月後的日本航空123號班機空難傷亡人數才超過印度航空182號班機），更是有史以来导致机上死亡人数最高的航空恐怖袭击事件和发生于水域上空的最惨重空难，也是加拿大历史上最严重的大规模谋杀事件。长达近20年、耗资1亿3千万加拿大元的调查和诉讼，使得该案成为加拿大史上最昂贵的案件。

## 事件經過
當天早上，機身編號VT-EFO的波音747-237B型客機（飛機被印度航空命名為「迦膩色伽皇」，Emperor Kanishka），搭載著307名乘客及22名機員，正執行從加拿大蒙特利爾米拉貝爾國際機場飛往英國倫敦希斯洛機場的航段。負責駕駛的是機長汉萨·辛格·纳伦德拉（Hanse Singh Narendra） 及副機師萨特温德尔·辛格·宾德尔（Satwinder Singh Bhinder） ，另有一名飛航工程師隨行。當飛機抵達倫敦後，將會再繼續前往印度首都新德里的英迪拉·甘地國際機場。
當地時間早上大約7時10分，182號班機與愛爾蘭香農機場的航空交通管制取得聯繫，航管員要求182號班機繼續維持31,000尺高度向東前往倫敦。在航管的雷達中，除了182號班機外，另有兩架分別為環球航空及加拿大太平洋航空的航班，當時這三班航機在雷達上重疊，印度航空班機位處最底層。但當其餘兩架航機飛離182號班機航道後，182號班機卻在航管的雷達中從此失蹤，航管員試圖聯絡182號班機，卻未得到任何回覆。塔台於是通知在182號班機附近的其他航班幫助聯絡182號班機機員，也一樣沒有182號班機下落。
7時30分，塔台宣告進入緊急狀態，附近的貨輪及愛爾蘭海軍接到通知，協助在附近海域找尋失蹤的182號班機下落。終於在早上9時13分，一架加拿大貨輪在愛爾蘭南部科克郡西南120英哩的海域，發現很多飛機碎片及屍體，最後證實為182號班機殘骸及乘客。

### 乘客及機組人員國籍
| 國籍   | 乘客 | 機組人員 | 總數 |
| ------ | ---- | -------- | ---- |
| 加拿大 | 270  | 0        | 270  |
| 英国   | 27   | 0        | 27   |
| 印度   | 1    | 21       | 22   |
| 苏联   | 3    | 0        | 3    |
| 巴西   | 2    | 0        | 2    |
| 美国   | 2    | 0        | 2    |
| 西班牙 | 2    | 0        | 2    |
| 芬兰   | 1    | 0        | 1    |
| 阿根廷 | 0    | 1        | 1    |
| 總數   | 307  | 22       | 329  |

## 印度航空182號班機和成田國際機場爆炸事件始末

### 6月22日

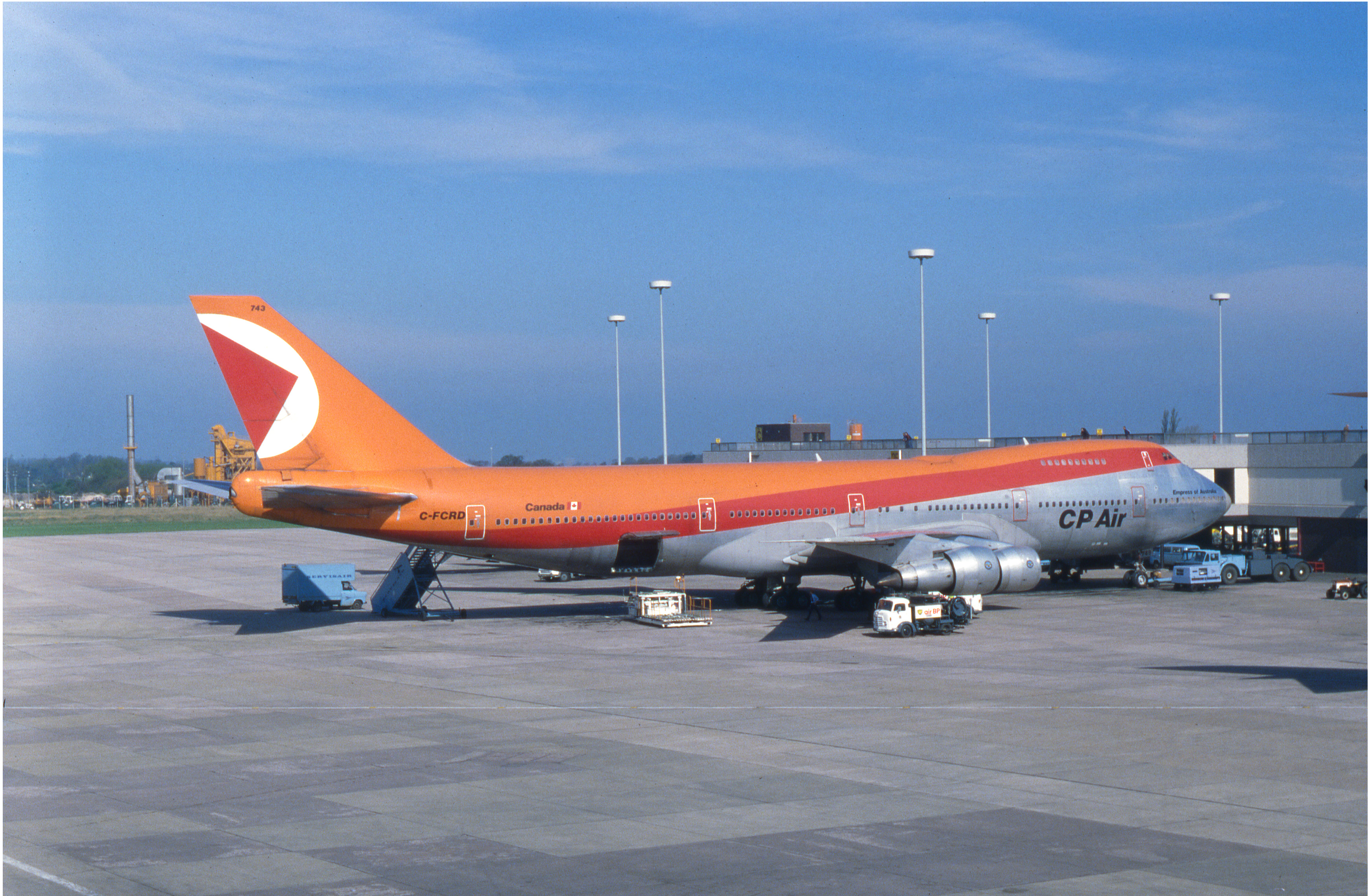
执行CP3号班机的“澳洲女皇号”

15:50，一個名為M.辛格（簡稱，其後證實是假名）的乘客於溫哥華國際機場辦理登機手續，並打算托運一個深啡色新秀麗行李箱，經加拿大太平洋航空60號班機轉至多倫多運上印度航空181號班機到蒙特利爾，其後再留在由同一架航機營運的印度航空182號班機上轉送至印度。由於辛格的兩個印度航空航班的機位都未被確認，因此原本航空公司地勤人員拒絕其要求，但辛格於櫃位向地勤人員破口大罵，終令地勤人員讓步，並給了他加拿大太平洋航空60號班機10B機位。另外亦有一位L.辛格先生（簡稱，其後亦證實是假名）於溫哥華國際機場辦理登機手續，搭乘加拿大太平洋航空3號班機（別名澳洲女皇號）前往東京成田國際機場，再轉乘印度航空301號班機到泰國曼谷國際機場。
16:18，加拿大太平洋航空60號班機從溫哥華國際機場起飛，前往多倫多皮爾遜國際機場。M.辛格並未登上該航班，但他的行李被送上飛機。
20:22，加拿大太平洋航空60號班機抵達多倫多皮爾遜國際機場，並比原定時間遲了20分鐘。班機上部份乘客（包括M.辛格）和其他旅客的行李都被轉送往印度航空181號班機。
20:37，加拿大太平洋航空003號班機從溫哥華國際機場起飛，而L.辛格亦沒有登機，只有他的行李在飛機上。

### 6月23日
00:15，印度航空181號班機從多倫多皮爾遜國際機場起飛，前往蒙特利爾米拉貝爾國際機場，比原定時間遲了1小時40分鐘。延遲的原因是因為航空公司在該架波音747上加裝了要運回印度維修的「第五副引擎」。
01:00，印度航空181號班機降落於蒙特利爾米拉貝爾國際機場，並更換航班編號為印度航空182號班機。
05:41，加拿大太平洋航空003號班機抵達東京成田國際機場，比原定時間早14分鐘。
06:19，當L.辛格的行李正從加拿大太平洋航空003號班機搬運至印度航空301號班機時，機場地勤行李搬運員懷疑因用力過度導致行李於原定時間前自行爆炸。兩名行李搬運員當場被炸死，另外亦導致4人受傷。
07:15，印度航空182號班機從香農機場航空交通管制中心雷達上消失。航空交通管制中心人員在航班消失前的一刻聽到金屬斷裂的聲音。飛機原定於08:15抵達英國倫敦希斯罗機場。炸彈於31,000呎上空的飛機前貨艙裡爆炸，導致爆炸性減壓。飛機被炸開，碎片掉入離愛爾蘭科克郡190公里，6,700呎（2,000米）深的海中。

## 嫌疑犯
爆炸事件中最大的嫌疑犯，是一个名叫巴巴尔·哈尔萨（Babbar Khalsa）的錫克教分離運動的組織（此組織因涉及恐怖份子組織的剝奪人權活動，在歐洲及美國被禁止於境內活動）及其他與之有關係的組織。當時他們正在煽動錫克派爭取於印度西北部的旁遮普邦脫離印度獨立。

## 調查
由於飛機殘骸及黑匣子位於6,700呎（2,000米）深海處，增加搜救難度；加上飛機殘骸散佈範圍廣闊，令調查進展十分緩慢。調查人員集中研究出事飛機的維修記錄，發現該客機的左翼在出事時，是吊掛著一具故障的引擎，因此一度懷疑這是意外主因。747客機的機翼是可以負載多一具引擎飛行，可是若飛行員不調節其他引擎功率以抵銷機翼負載不平衡，會導致飛機故障甚至解體。可是，調查員發現飛機失事前，並沒有發出任何求救訊號，再加上被發現的屍體中，衣服都被撕爛，死因大都是在高空失壓。因此，調查員認為，飛機可能是因為炸彈爆炸或是飛機爆炸減壓引致空難發生。
在黑盒及部份飛機殘骸被打撈起來後，調查員找到有力證據，證明這是一宗炸彈襲擊。其後，當地警方發現，同一天在日本成田國際機場亦發生懷疑炸彈襲擊。當日另一架印航班機（航班編號301）在機場準備將行李裝入貨艙時，發生猛烈爆炸，造成2死4傷。警方發現，301號班機是準備將一架從加拿大出發的客機所托運的行李轉運至印度。於是密切留意日本方面的調查進展。
經歷了長達6年的全球性調查，很多有關陰謀論的線索都被揭開：
- 是次事次是最少有兩個錫克教恐怖組織策劃，成員包括加拿大、美國、英格蘭及印度，1984年印度政府在蓝星行动中袭击锡克教的神圣寺庙是促使恐怖分子策划此次袭击的直接原因。[9]
- 兩名持有機票的男子M·辛格（M.Singh）和L·辛格（L.Singh）在6月22日溫哥華國際機場時檢查到袋中有爆炸品。兩名男子不能登機。
- M·辛格（M.Singh）登記的行李在印度航空182號班機內引爆。
- 第二個行李由L·辛格（L.Singh）登機到加拿大太平洋航空003號航班，由溫哥華到東京。不過行李在客運大樓引爆，造成2死4傷。
- 仍有兩名男子無法鑑定其身份。
- 第三名男子身份以L·辛格（L.Singh）或拉尔·辛格（Lal Singh）名義購買機票。[10]

## 「加拿大的悲劇」

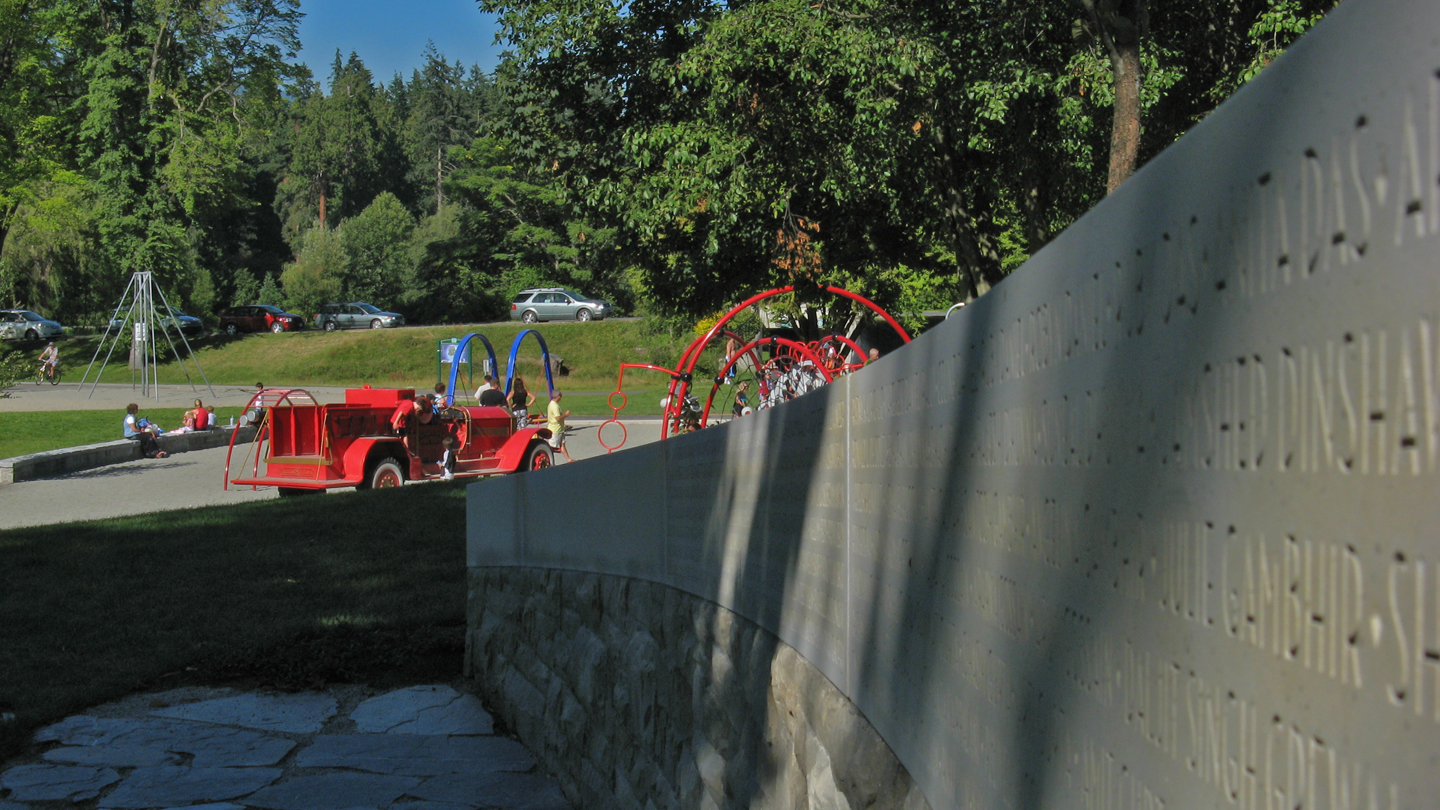
位於溫哥華士丹利公園的紀念碑，是為了紀念182班機空難的罹難者，建於2007年7月

「印航182事件」發生後20年，死難者家屬聚集於愛爾蘭的阿哈基斯達（Ahakista，或稱Atha Ciste）哀悼。當時的加拿大總督伍冰枝，建議當時的總理保羅·馬丁公佈每年的6月23日為國家的哀悼日，以紀念空難的罹難者。在紀念日舉行當天，馬丁指出這次炸彈襲擊並非外國的問題，而是加拿大人的問題：「沒錯，這是屬於印度航空的客機，它在愛爾蘭海域墜毀，但這是加拿大的悲劇。」
2010年6月17日，加拿大就印航182空难发布长达4000页的调查报告，该报告亦以《印航182：加拿大的悲剧》为题。

## 印航182號班機及泛美103號班機
印航182事件發生後三年，1988年12月21日，泛美航空103號班機於蘇格蘭洛克比上空亦遭受炸彈恐怖襲擊，270人於這次事故中死亡，包括機上259人及地面11人。這次襲擊跟印航182班機的手法很相似：恐怖分子將炸彈藏於三洋收音機擴音器內，再收藏於寄艙行李內，將行李托運於一架747客機，但他本人沒有登機。縱使在官方報告中要求印度當局為機場及航空公司列舉數個安全措施，但直至洛克比空難發生前，有關改善措施一直沒有任何進展。
泛美航空103號班機洛克比空難，調查人員聲稱，爆炸行李是由一名利比亞阿拉伯航空公司保安主管將炸彈行李託運上機，直到事後才發現行李主人不在該班機上。洛克比空難唯一被定罪者為利比亞前情報官員邁格拉希，他於2012年在利比亞去世。但根據2014年3月11日英國每日電訊報的報導，伊朗是1988年洛克比空難主謀，並由一個敘利亞恐怖組織執行。梅斯巴希透露，泛美航空103號班機之所以在英國洛克比鎮上空爆炸，乃是伊朗為報復同年7月伊朗航空655號班機空難（1988年7月3日，兩伊戰爭將結束之前，655號班機被美國海軍的提康德羅加級飛彈巡洋艦文森斯號誤擊，297名乘客和機組人員，包括38名非伊朗人，62名兒童，16名孕婦全部罹難。當時文森斯號在伊朗水域內。美國政府解釋這架伊朗客機被誤認為正在執行攻擊的F-14雄貓式戰鬥機且沒有道歉，伊朗1989年在國際法院向美國提出的起訴，1996年2月22日美國支付伊朗1億3,180萬美元作賠償）。

## 其他
- 空難列表
- 印度航空301號班機
- 泛美航空103號班機：發生在蘇格蘭洛克比上空，又稱洛克比空難，造成270人死亡，其中飛機內有259人，地面11人。
- 法國聯合航空772號班機
- 菲律賓航空434號班機：同樣發生炸彈爆炸，不過飛機平安降落，只造成炸彈正上方的乘客1人死亡。
- Manx2航空7100號班機：同樣發生在愛爾蘭科克市附近的事故，6人死亡，原因是引擎推力不均和嚴重的公司管理不善。
- 英迪拉·甘地遇刺案与1984年反锡克教骚乱

## 外部連結
- 判決（页面存档备份，存于） - 裁決的理由
- 印航事件的背景（页面存档备份，存于） - 加拿大CBC網
- 印航事件的結果 - www.Canada.com Air India archives
- 182號班機悲劇網址
- CBC的資料檔案- 印航調查報告（页面存档备份，存于）
- Aviation Safety Network報告 （页面存档备份，存于）
- 失事前的VT-EFO照片 （页面存档备份，存于）照片來自Airliners.net
- 182號班機的乘客及機組員名單